# Pachodynerus punctulatus
Pachodynerus punctulatus är en stekelart som beskrevs av Brethes. Pachodynerus punctulatus ingår i släktet Pachodynerus och familjen Eumenidae. Inga underarter finns listade i Catalogue of Life.